# 黑白郎君
黑白郎君，本名為南宮恨（複姓南宮），為黃文擇於黃俊雄布袋戲時期所創，不同於史艷文、藏鏡人、苦海女神龍、秦假仙等知名角色由黃俊雄創造，真正走紅成為家喻戶曉的人物是在霹靂時期，後來成為台灣霹靂布袋戲角色之一，並與霹靂力捧的主角素還真關係密切。之後黃俊雄小兒子黃立綱取回版權後成為金光布袋戲看板人物。

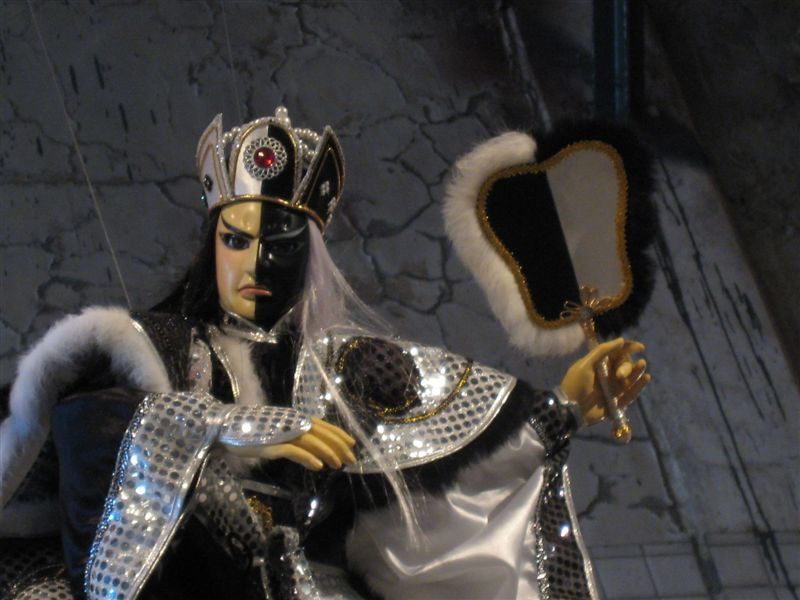

## 詩號、名言
- 詩號一：「凶近三步，無法可圖；進退不得，下跪哭訴！」（「斯文客」／《忠勇小金剛》）
- 詩號二：「傲笑天地間，黑白兩不分；馬車幽靈影，瀟灑一郎君！」（霹靂，天河運棺）
- 詩號三：「黑金社會揚武宗，白色恐怖殺英雄；郎本無情絕義理，君臨天下見真龍。」（《第一俠苦海女神龍》）
- 詩號四：「黑夜穿梭幽靈影，白色骷髏形似馬；郎喚南宮名帶恨，君揚怒眉殺天下。」（《黑白龍狼傳》、《天地風雲錄之決戰時刻》）
- 名言：「別人的失敗，就是我的快樂啦！」（講完後將會狂笑）

## 造型及特色
黑白郎君一如其名，造型以黑白對比為主調，其右臉為正常的膚色及黑眉，左臉為純黑色及白眉。面貌半黑半白之緣由，依照劇情演繹不同，產生兩種原因：
1. 民國七十三年至七十五年（1984年－1986年），當黃文擇在中國電視公司製播布袋戲時，劇中設定裡[1]，南宮恨容貌原如正常人，是史豔文的結拜義弟，與史艷文出遊時在「天之岩」岩壁發現《五絕秘笈》，將其搶奪並於「天之岩古洞」內修習五絕秘笈，因而走火入魔成為黑白面貌，卻也因此達成修練《五絕秘笈》所需之最重要條件『陰陽貫通』。
2. 黃文擇於租片市場推出霹靂布袋戲後，改以黑白郎君小時被大石壓到受傷導致血氣循環不良所造成。

黑白郎君的裝束亦幾為半黑半白，頭戴「日月珍珠冠」，手持「陰陽扇」與「兩儀拂塵」，背著一口「幽靈魔刀」，駕著來無影去無蹤的「幽靈馬車」行走江湖。
黑白郎君狂傲與古怪的鮮明個性也令觀眾印象非常深刻，其口頭禪「別人的失敗，就是我的快樂啦」及語畢後的狂笑為其經典招牌。

## 個性
黑白郎君個性照登場年代和劇集的不同，有不同的描寫。
- 原型階段：民國五十九年（1970年）雲州大儒俠反派頭領之一，斯文客。此時製作節目為直播形式，只保存現場錄音，影像資料則無。難以推測此時的角色個性，僅知乃有謀之人。

- 第一階段：起迄劇集為“忠勇小金剛”至“七彩霹靂門”。繼承民國五十九年（1970年）斯文客之地位。民國七十三年（1984年） ，在“忠勇小金剛”一劇中表現出善偽裝，好謀算計，視人命如芥的幕後反派領導人物形象。以周全計畫配以最少行動來獲取最大成果，尤擅借刀殺人。明不與強爭，暗下攻要害，只許成功，不許失敗是計畫的綱領。最主要目的在於逼迫史艷文現身，向其索討追回因走火入魔時遺落之《五絕秘笈》。

- 第二階段：起迄劇集為“霹靂震靈霄”至“霹靂俠蹤”。在“七彩霹靂門”一劇中以為初習五絕神功有成，便自視天下無敵，反敗在藏鏡人手下。在失敗打擊和自傲兩者的煎熬下，閉關修練五絕神功大有所成，心態也隨之改變，遇強不避，不屑詭計，初時欲稱霸武林，成為武林至尊，後期轉以打敗武功高強者為目標，追求正大光明的勝利。自此挑戰劇中正反兩派高手，從反派人物成為非正非邪、不受世俗約束的人物。經典名言別人的失敗就是我的快樂啦，便是始於此時。

- 第三階段：起迄劇集為“霹靂城”至“霹靂風暴”。自黃文擇推出霹靂布袋戲的第一部戲“霹靂城”以來，繼承了第二階階段的性格，也開始有再一次的變化。黑白郎君在劇中呈現出極為狂傲、瀟灑、自負，以別人的失敗為快樂，置生死於度外，膽魄過人，對其友人極為有情有義的漢子之形象。特別強調一事，“霹靂俠蹤”與“霹靂城”並無劇情上的關聯。

- 金光階段：回歸第二階段非正非邪、不受世俗約束的設定，狂傲、瀟灑、自負、行事光明磊落，於黑白龍狼傳一開始亂入史艷文與藏鏡人之戰，因三人武功衝擊導致分化為善體黑龍、惡體白狼。其後幾經合體、受傷分離、結識少女憶無心，從而改變了黑龍、白狼的心性，在決戰時刻甘願永遠喪失自我也要恢復成黑白郎君、幫助憶無心。此時再現的黑白郎君雖表示沒有黑龍白狼時的記憶，卻在憶無心鍥而不捨的主動搭話、以及重傷時被無心細心照顧下，讓黑白郎君的內心產生了微妙的變化。能為了憶無心的安危採取行動、在無心的請求下配合行動(當然是以他的風格)，甚至在無心雙眼受創時主動找尋醫治方法，還與同樣關心她的親生父親因此起爭執。從黑白龍狼傳以來，黑白郎君行動的主因大多只有對強者的挑戰欲(發現強者、挑戰他)，後來故事中的智者開始增加以後，也有透過話術引導行動的情況(例如：俏如來)，以及利用挑戰機會誘使黑白郎君做出預想的行動(為了與完全體的對手一戰，黑白郎君可以與任何人為敵)。

在金光劇集中的這些事蹟由於憶無心的存在，讓黑白郎君在被戲迷戲稱為中原鬥雞的角色定位外，又多了些許人情味。

## 人際關係
- 中國電視公司時期：
  - 宿敵：藏鏡人、網中人
  - 友：居於雲夢沼澤之上古妖龍群
  - 故友：史艷文（史艷文為義兄，黑白郎君為義弟）

- 千禧年雲州大儒俠時期：
  - 親人：南宮平（即飆王，恨為兄，平為弟，幼時失散。為南宮恨不知情下於決鬥中所殺，成為天倫悲劇）
  - 仇敵：逃名客（假史艷文）、天道一俠聖劍白陽生（史艷文）、劉三、馳突人（即「雪山銀燕」史存孝）、「八音才子」擇文龍

- 霹靂布袋戲時期
  - 宿敵：網中人（後成為好友），天羅影，鬼王棺
  - 恩人：霧谷老人（千里不留行），照世緣
  - 好友：素還真，秦假仙，金小開，海殤君，葉小釵

- 黑白龍狼傳時期以降:
  - 分身（善體）：黑龍（黑濾濾）
  - 分身（惡體）：白狼（白爍爍）
  - 宿敵：網中人
  - 友：憶無心（藏鏡人之女）

## 演出劇集
民國七十三年至七十五年（1984年－1986年）　忠勇小金剛、七彩霹靂門、霹靂震靈霄、霹靂神兵、霹靂金榜、霹靂真象、霹靂萬象、霹靂天網、霹靂俠蹤 口白配音：黃文擇
霹靂布袋戲時期：霹靂城至霹靂烽火錄，民國七十三年至八十六年（1984年－1997年） 口白配音：至霹靂孔雀令止，黃俊雄和黃文擇都輪流配過。霹靂孔雀令之後都為黃文擇
黃俊雄布袋戲千禧年雲州大儒俠系列時期：民國九十一年（2002年） 第一俠苦海女神龍、霹靂城，口白配音：黃俊雄。黑白龍狼傳，民國九十八年（2009年），口白配音：黃立綱

## 武學
金光布袋戲時期：自創：陰陽一氣、陰陽合一碎日月。主修：五絕神功
- 霹靂布袋戲時期：顛倒雲嶽（學自黑白老人）、五絕神功、昊陽貫宇，收化運發一氣化九百（學自七欠、八缺）、離合並流（收化運發融合五絕神功）、地煞七十二「八門金鎖、倒轉乾坤、七星星光，水魂寒一氣」、七十二地煞綜合一氣、天雷一指、鬼指扣魂（學自魔域）、三陰破陽鬼風刀（學自魔域）、綿指十八扣（學自霧谷老人）、地雲行左、黃沙怒音揚（海殤君所授）

- 黃俊雄布袋戲千禧年雲州大儒俠系列時期：收化運發、幽靈魔刀之刀法、陰陽一氣功、離合並流、怒馬凌關、一氣化三千

- 天地金光布袋戲時期：五絕神功、陰陽一氣、怒馬凌關、一氣化九百、一氣化三千、收化運發、離合並流、封靈斬、陰陽一斬（白狼使用幽靈魔刀）、一氣化三千-納式、陰陽合一碎日月